# Jim DeMint
James Warren „Jim” DeMint (ur. 2 września 1951) – amerykański polityk, były senator ze stanu Karolina Południowa (wybrany w 2004, zasiada od stycznia 2005, jego kadencja kończy się w 2011), członek Partii Republikańskiej. Zastąpił na tym stanowisku wieloletniego i wpływowego polityka, demokratę Fritza Hollingsa (w Senacie w latach 1966–2005). Wcześniej, w latach 1999–2005 był przedstawicielem czwartego okręgu wyborczego w Karolinie Południowej w Izbie Reprezentantów Stanów Zjednoczonych.
Był jednym z najbardziej znanych konserwatywnych członków Kongresu. Był również zaangażowany w promowanie i zbieranie środków na kampanie wyborcze innych konserwatywnych kandydatów Partii Republikańskiej do Senatu, takich jak Pat Toomey, Marco Rubio, Rand Paul i Ted Cruz.  
W 2012 ogłosił rezygnację z funkcji senatora i został prezesem Heritage Foundation - jednego z najbardziej wpływowych konserwatywnych think-tanków w USA. 
Był jednym z politycznych i intelektualnych promotorów ruchu "partii herbacianej" (Tea Party), zrzeszającego konserwatywnych aktywistów sprzeciwiających się polityce prezydenta Baracka Obamy, w szczególności wprowadzenia powszechnego ubezpieczenia zdrowotnego Affordable Care Act "Obamacare".
W działalności politycznej był zaangażowany do walkę na rzecz ograniczenia deficytu budżetowego oraz długu publicznego rządu federalnego USA, ograniczenie wielkości i funkcji rządu federalnego oraz sprzeciwu wobec aborcji i legalizacji małżeństw homoseksualnych. 